# ファクタリング
ファクタリング (英: factoring) とは、他人が有する売掛債権を買い取って、その債権の回収を行う金融サービスを指す。
ファクタリングには様々な種類がある。

## 保証ファクタリング
人が有する売掛債権を与信判断の上で買い取って、その債権の回収を行う。債務者が支払不能になった場合、ファクタリング会社が債権会社に代金を支払う。

## 国際ファクタリング
貿易取引で使われる信用状開設にともなうコストを軽減する仕組である。

## 一括回収（一括支払信託とも言う）
一括回収は、他人が有する売掛債権を買い取って、その債権の回収を行う金融サービスを指す。また、これは債務者の債務返済代行（「信託受益権」化）と表裏一体であり、債権者・債務者双方との契約によって成立する決済システムである。
ファクタリング業者は大手銀行系金融会社が主力ではあるが、商社系金融会社やノンバンク、その他電機系などシステムを構築でき、かつ信用調査機能を持つ会社なども参入している。
電子手形（電子記録債権）制度の普及とともに、企業の利用の減少が想定されている。

### 概要
債務者は、支払の猶予（3か月 - 6か月）を求めて、債権者に約束手形を発行することが商取引の慣習であった。債権者は必要に応じて、受け取った約束手形を金融機関に換金（これを手形割引という）もしくは他の取引先への支払のために手形を譲渡する（これを手形の裏書という）のである。
ファクタリングでは、債務者が支払代行システムを構築したファクタリング業者と契約し、債権者がシステムへの参加についてファクタリング業者と契約する。
債権債務の発生後、債権は原債権者からファクタリング業者に譲渡され、ファクタリング業者は、債務者からは決済期日に債務の満額を徴収し、債権者には、償還満期日前ならば満額から決められた率で割引いた額を支払い、償還満期日到来以降であれば債権額面の満額（もしくは極めて満額に近い額）を支払うのである。
ファクタリング業者が信託銀行などの場合、システムに参加している債権者から、ファクタリング業者が売掛債権の信託を受け、従来の債務者からの約束手形の発行に代えて、契約上にてファクタリング業者が信託受益権を債権者へ交付する。信託受益権は、一般的な都市銀行に償還満期日前に譲渡すること（手形割引と同等）が可能である。

### 手形との比較
上述の裏書に関して、手形の場合は、不渡リスク(貸倒リスク)は転嫁できないのが一般的である。これとは異なり、ファクタリングにおいては、ファクタリングシステムへの参加契約を結んだ相手にしか譲渡できない。その際、売掛債権を保証等を付さない形で譲渡するため、貸倒リスクを譲受人であるファクタリング業者が負担するのである。

### メリット
- ファクタリング業者は手形割引時に債権者に支払った金額と、債務者から徴収した債権の額面との差額で利鞘を得る。また、債権者・債務者双方からシステムへの参加料を徴収する。

- 債権者側は、手形と同様に割引（期日前に利息を差し引いて支払ってもらうこと）をファクタリング業者にしてもらうことが可能であり、かつ支払猶予期間の貸倒リスクをファクタリング業者に転嫁することができる。また、債権回収コスト（領収書発行が不要なため、印紙代や送付時の切手代が不要）も削減できる。

- 債務者側は、事務負担の軽減により、手形の発行コストを削減できる（人件費・印紙代）。債権者へは、債務者・ファクタリング業者双方から、支払日・割引可能日を連絡（FAXや手紙）するだけである。

- 債権者・債務者双方に共通するメリットとして、手形紛失・盗難のリスクが軽減されることが挙げられる。債権者が手形を無くしたからといって、本当に支払わなければ、相手が倒産する可能性もあり、二重払いをせざるをえない場合もある。それに比べファクタリングでは、上記のFAXや手紙に金銭的価値は無く、債権者（譲渡された者も）はシステムへの参加契約を結び、かつ事前にファクタリング業者に報告された者でなければ、金銭化ができないのである。

### デメリット
- ファクタリング業者は支払代行者として、貸倒リスクを背負うことになる。そのため、債務者とは契約に財務体質の悪化などの理由（ex.三期連続営業赤字や決済口座の預金額の減少など）で一方的に支払代行を解除できる条件を入れるのが一般的である。

- 債権者側は、自身のメインバンクとの間に、ファクタリングの割引率より低率な手形割引契約を結んでいた場合には、損をすることになる。相手先の与信力が高ければ、裏書手続きに手間がかからない手形の方に魅力を感じる場合もある。また、ファクタリング業者自体が破綻した場合に、債務者に支払を求めることが原則できない。

- 債務者側は、ファクタリング業者へ支払代行手数料を払っているが、通常、その金額は従来の手形の発行コストよりも高い。ファクタリング業者は貸倒を恐れ、金額を高く設定しているからである。

## 収納代行
収納代行とは、売買契約や受講契約を行った際の料金の授受を直接やり取りせず、間に代行業者が介入し、代行業者が収納業務を行う形態。
実際には、請求書払の場合は、ゆうちょ銀行やコンビニエンスストア、しんきん情報サービスと提携したスーパーマーケット、ドラッグストアなどが代行業者から受託して収納する形態が多く、金融機関からの引き落としの場合は、代行業者の略称が通帳に印字されることで利用していることが分かる。
代行業者には、ファクタリング専門会社のほか、金融機関のグループ会社や共同出資会社、クレジットカード会社、信販会社など、様々な法人がみられる。

## 買取ファクタリング
企業が有する売掛債権をファクタリング業者が買い取り、売掛先が支払うよりも前に売掛債権を現金化できる仕組み。売掛先が支払不能になった場合のみファクタリング業者から支払われる保証ファクタリングと違い、契約締結後すぐに必ず支払われる。

### 2社間ファクタリングと3社間ファクタリング
買取型のファクタリングには
- 売掛先に知らせずに、ファクタリング業者と納入企業の2社の間で取引する「2社間ファクタリング」
- 売掛先に通知して同意を得ることで、ファクタリング業者と納入企業と売掛先の3社の間で取引する「3社間ファクタリング」

の2種類が存在する。ファクタリングのアンケート調査によると、2社間ファクタリングの利用割合50.0%、3社間ファクタリングの利用割合18.5%。

## 給料ファクタリング
給料ファクタリングは、業者が「給料の前払い」「給与の買取り」などとうたって、利用者の給料のうち一定額（給料を受け取る権利、債権）を給料日前に、額面額よりも安い額で買い取る。利用者は、給料を受け取ったのち、額面通りの現金を支払う。その差額は業者の手数料となる。
ファクタリングは本来、事業者向けのサービスであり、売掛債権を譲渡して事業の資金を調達することを目的としている。しかし給料ファクタリングの場合はそれに該当せず、貸金業に該当する可能性があるとされ問題となっている。

### 違法業者
手数料は金利に換算すると年利で1000％を超える例もある。例えば1日前借りで手数料1%とる場合は年利3819%になる。
金融庁は2020年3月6日、給料ファクタリングは貸金に当たるとの初めての見解を発表した。貸金業法が適用されれば、貸金業者の登録が必要になり、手数料は年利20％の上限金利内に抑える必要がある。金融庁は「実態は違法なヤミ金業者。絶対に利用してはいけない」「違法なヤミ金融であり、大声での恫喝や勤務先への連絡といった違法な取り立てを受けたりする危険性がある」としている。
東京地方裁判所は2020年3月24日、給料ファクタリングをめぐる訴訟の判決で、取引は貸金に当たるという判断を示した。
この判決を受けるかのように、2020年5月13日には東京地方裁判所、6月3日には大阪地方裁判所にそれぞれ、給料ファクタリング業者を相手取った訴訟が起こされた。
2020年7月29日に、給料ファクタリングを用いて貸付を行っていた業者が大阪府警察に貸金業法違反容疑で摘発され、社員らが同容疑で逮捕されており、給料ファクタリングでの貸付としては日本で初の摘発事例となった。
2023年2月20日付の決定で、最高裁判所第三小法廷は、「給料ファクタリング」が、貸金業法が適用される「貸し付け」にあたるとの初判断を示した。